# 塚田京子
塚田 京子（つかだ きょうこ、1949年9月29日 - 2004年12月17日）は、日本の声楽家。元国立音楽大学助教授。群馬県桐生市出身。
ソプラノ歌手として藤原歌劇団に所属し、主な門下生に声楽家の白井真弓らがいる。

## 経歴
- 藤原義江に憧れて声楽を志す。
- 国立音楽大学を卒業。
- 1976年、イタリアに留学し、ボローニャ国立音楽院を卒業。
- 1979年、第16回ロニーゴ国際声楽コンクールで第2位。
- 1980年、第18回ジーリ国際声楽コンクールで第1位、第1回リッカルド・ストラッチャーリ国際音楽コンクールで第1位。
- 1981年、パヴァロッティ・コンクールで優勝。
- 1982年、「ラ・ボエーム」でオペラデビュー。
- 1993年、文化庁芸術祭賞受賞。
- 2004年、多臓器不全で逝去。享年55。
- 2005年、没後1周年の追悼コンサートが行われた。

## 群馬県の歌
1986年、群馬県の依頼により、松原真介（塚田と同世代のテノール歌手で、2021年現在は群馬音楽協会会長および群馬県合唱連盟理事長）と共に「群馬県の歌」をレコーディングする。この音源は30年以上たった今も、群馬テレビの放送開始時と終了時に流されている。